# Jon A. Lund
Jon Arnold Lund (* 6. November 1928 in Plattsburgh, New York) ist ein US-amerikanischer Anwalt und Politiker, der von 1972 bis 1974 Maine Attorney General war.

## Leben
Jon A. Lund wurde als zweiter Sohn der norwegischen Einwanderer Anton Marius Lund (1892–1967) und Helga Jacobine Carola Rørholt (1895–1975) in Plattsburgh (New York) geboren. Er studierte zunächst am Bowdoin College und schloss das Studium im Jahr 1951 mit dem Abschluss Bachelor ab. Anschließend studierte er an der Harvard University Law School und schloss dort im Jahr 1954 sein Studium ab. Nach seiner Zulassung zum Anwalt im Jahr 1954 eröffnete er im selben Jahr eine Anwaltskanzlei in Augusta.
Lund diente zwei Jahre in der US Army; anschließend gehörte er dem Augusta City Council, dem Stadtrat von Augusta, an. Er wurde zum County Attorney des Kennebec County gewählt. Als Mitglied der Republikanischen Partei war er von 1965 bis 1966 und von 1969 bis 1972 Abgeordneter im Repräsentantenhaus von Maine, von 1967 bis 1968 Mitglied des Senats von Maine und von 1972 bis 1974 Maine Attorney General. Er war der erste Attorney General, der diese Funktion hauptamtlich ausführte. Im Jahr 1974 erhielt Lund die Zulassung zum Anwalt am U.S. Supreme Court.
Er war Präsident des Natural Resources Council of Maine und der Maine Civil Liberties Union, zudem Vorsitzender des Board of Trustees des Maine State Retirement Systems. Er gehört dem Maine Board of the Conservation Law Foundation an. Seine Anwaltskanzlei gab er im Jahr 1985 auf. Jon A. Lund ist der Herausgeber und Eigentümer des Sportmagazins The Maine Sportsman.
Jon A. Lund heiratete am 28. Juni 1952 Sylvia Viles (1932–2007); sie hatten sechs Kinder. Sylvia Viles Lund war ebenfalls Mitglied der Republikanischen Partei und Abgeordnete im Repräsentantenhaus von Maine.